# Distretto di Xigong
Il distretto di Xigong (西工区S, Xīgōng QūP) è un distretto della Cina, situato nella provincia di Henan e amministrato dalla prefettura di Luoyang.